# Shindong
Shin Dong-hee (hangul: 신동희) (Suwon, 28 de setembro de 1985), mais conhecido pelo nome artístico Shindong (hangul: 신동), é um cantor, rapper, dançarino, ator, diretor, e apresentador sul-coreano. Ele é integrante do boy group sul-coreana Super Junior, e dos subgrupos (units) Super Junior-T e Super Junior-Happy.

## Videografia

### Filmes
| Ano  | Título                    | Papel                  |
| ---- | ------------------------- | ---------------------- |
| 2007 | Attack on the Pin-Up Boys | Membro do Ultra Junior |
| 2007 | Alvin and the Chipmunks   | Theodore (voz)         |
| 2010 | Super Show 3 3D           | Ele mesmo              |
| 2012 | I Am.                     | Ele mesmo              |
| 2013 | Super Show 4 3D           | Ele mesmo              |
| 2015 | SMTown The Stage          | Ele mesmo              |

### Programas de variedade
| Ano         | Título                                        | Papel          | Emissora  |
| ----------- | --------------------------------------------- | -------------- | --------- |
| 2005 – 2008 | M!Countdown                                   | Apresentador   | Mnet      |
| 2007 – 2009 | BoBoBo Ai Joa                                 | Apresentador   | MBC       |
| 2007 – 2008 | Green Apple Sound                             | Apresentador   | KMTV DJ   |
| 2008        | Unbelievable Outing                           | Apresentador   | ComedtyTV |
| 2008        | Idol Show Season 1                            | Apresentador   | MBC       |
| 2009 – 2010 | Miracle                                       | Apresentador   | SBS       |
| 2009 – 2010 | Lord of the Ring                              | Apresentador   | MBC       |
| 2012        | Shinhwa Broadcast                             | Convidado      | JTBC      |
| 2012        | The Beatles Code 2                            | Apresentador   | Mnet      |
| 2013        | Lee Soo Keun and Kim Byung Man's High Society | Convidado fixo | JTBC      |

### Diretor de vídeo-clipes
| Ano       | Artista      | Título          | Gravadora                     |
| --------- | ------------ | --------------- | ----------------------------- |
| 2018      | Pink Fantasy | Iriwa           | Mydoll Entertainment          |
| 2019      | Pink Fantasy | Fantasy         | Mydoll Entertainment          |
| 2017 2018 | Busters      | Dream On Grapes | Monstergram Inc., Genie Music |

### Rádio
| Ano         | Título                     | Emissora |
| ----------- | -------------------------- | -------- |
| 2008 – 2014 | Shindong's Shim Shim Ta Pa | MBC      |

### Aparições em vídeos musicais
| Ano  | Canção                           | Artista           |
| ---- | -------------------------------- | ----------------- |
| 2007 | "Flight Girl"                    | Mogoply           |
| 2011 | "Oppa, Oppa" (Director Shindong) | Donghae & Eunhyuk |
| 2012 | "Oppa, Oppa" (Versão Japonesa)   | Donghae & Eunhyuk |